# Григорович ИП-1
Григорович ИП-1 (рус. Григорович ИП-1) је совјетски ловац са топовима. Први лет авиона је извршен 1934. године. 

Распон крила авиона је био 10,97 метара, а дужина трупа 7,23 метара. Празан авион је имао масу од 1200 килограма. Нормална полетна маса износила је око 1880 килограма. Био је наоружан са два топа 76 мм са 14 граната и једни митраљезом ШКАС 7,62 мм.

## Наоружање
| Наоружање авиона: Григорович ИП-1 |            |
| Ватрено (стрељачко) наоружање     |            |
| Топ                               |            |
| Број и ознака топа                | 2 АПК-4    |
| Број граната                      | 14 по топу |
| Митраљез                          |            |
| Број и ознака митраљеза           | 1 ШКАС     |
| Калибар                           | 7,62       |
| Бомбардерско наоружање (бомбе)    |            |
| Ракетно наоружање (ракете)        |            |